# 1835 en Belgique
Chronologie de la Belgique
- 1831
- 1832
- 1833
- 1834
- 1835
- 1836
- 1837
- 1838
- 1839

Cette page recense des événements qui se sont produits durant l'année 1835 en Belgique.

## Chronologie
- 7 janvier : création de la Commission royale des monuments et sites[1].
- 26 février : fondation de la Banque de Belgique.
- 5 mai : inauguration à Bruxelles de la première ligne de chemin de fer à vapeur du continent destinée au trafic de voyageurs entre Bruxelles et Malines et exploitée par l'État. Dans le monde, c'est le deuxième chemin de fer à vapeur pour voyageurs, à trois classes, après le chemin de fer anglais. Ouverture de la gare de Bruxelles-Allée-Verte.
- 27 septembre : suppression officielle de l'université d'État de Louvain.
- 1er décembre : installation solennelle de l'Université catholique de Louvain.
- Création de la Société royale des sciences de Liège.
- Création de la Société des hauts-fourneaux, usines et charbonnages de Marcinelle et Couillet.

## Culture

### Peinture

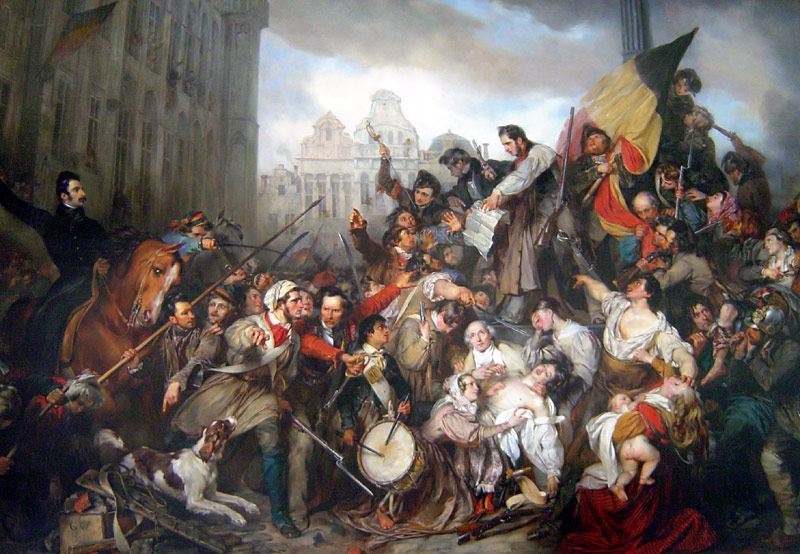
Épisode des Journées de Septembre 1830 sur la place de l'Hôtel de ville de Bruxelles (Gustave Wappers)

## Sciences
- Traité des Phrénopathies, du médecin gantois Joseph Guislain.
- Sur l'homme et le développement de ses facultés ou Essai d'une physique sociale, d'Adolphe Quetelet.

## Naissances
- 31 janvier : Gustave Rolin-Jaequemyns, juriste, diplomate, homme politique.
- 16 février : François de Borchgrave d'Altena, homme politique.
- 9 avril : Léopold II, roi des Belges.
- 23 août : Jules Bara, homme politique.
- 10 octobre : François Binjé, artiste peintre.
- 20 octobre : Émile De Mot, juriste, homme politique.
- 4 novembre : Amedée Visart de Bocarmé, homme politique.

## Décès
- 29 juin : François-Joseph Dewandre, sculpteur.